# 陸軍州兵
陸軍州兵（りくぐんしゅうへい 英語: Army National Guard=ARNG）（州兵陸軍とも）とは、アメリカ合衆国における軍事組織の一。空軍州兵とともに州兵を構成しており、アメリカ陸軍の予備部隊となっている。

## 概要
コロンビア特別区州兵を除いて、残りの州兵組織全ては、平時においては各州知事の指揮下にあり、有事に際し連邦軍に編入される。保有機材として、戦車・装甲車・攻撃ヘリコプターなど多彩である。

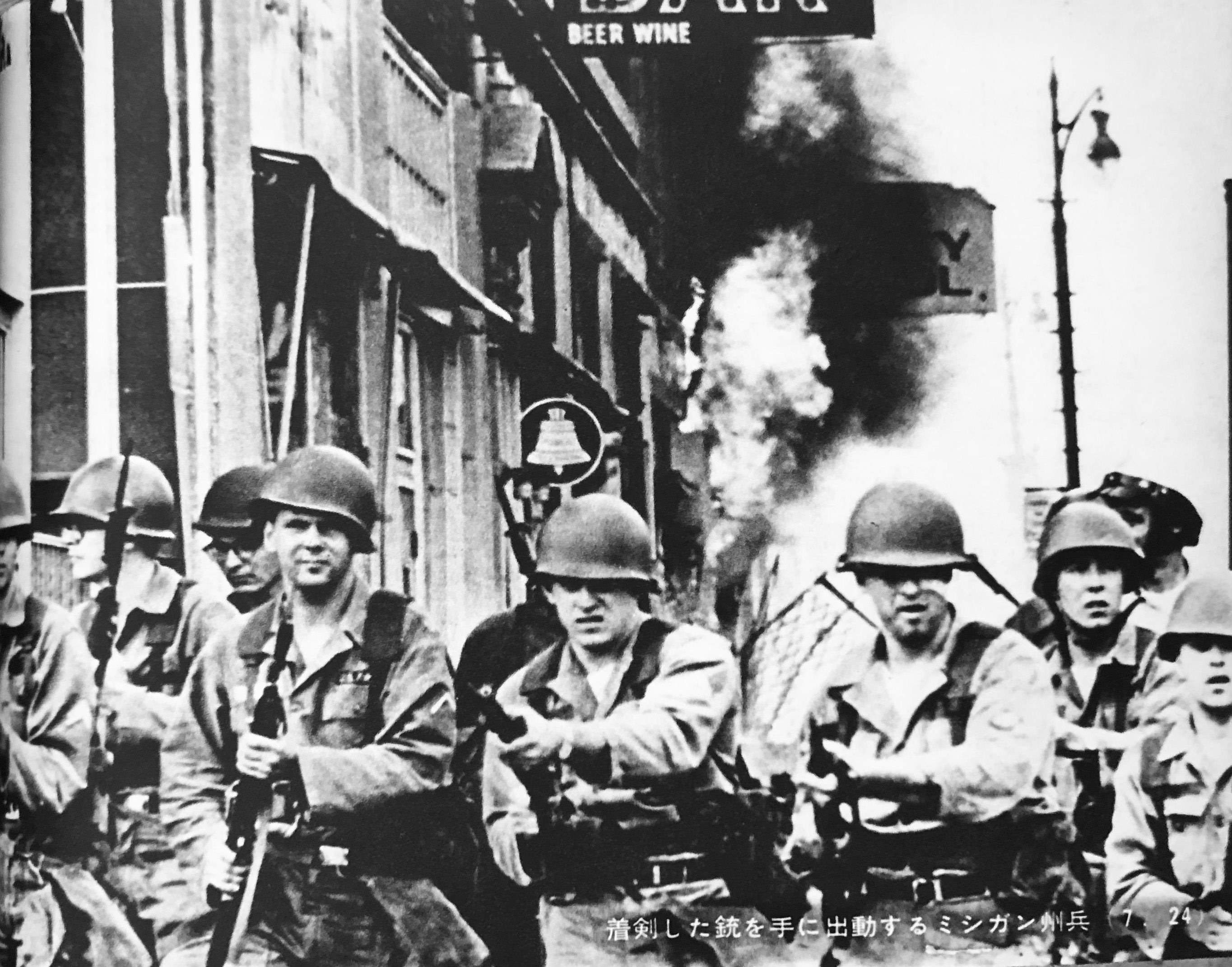
デトロイト暴動を鎮圧するミシガン州兵（1967年）
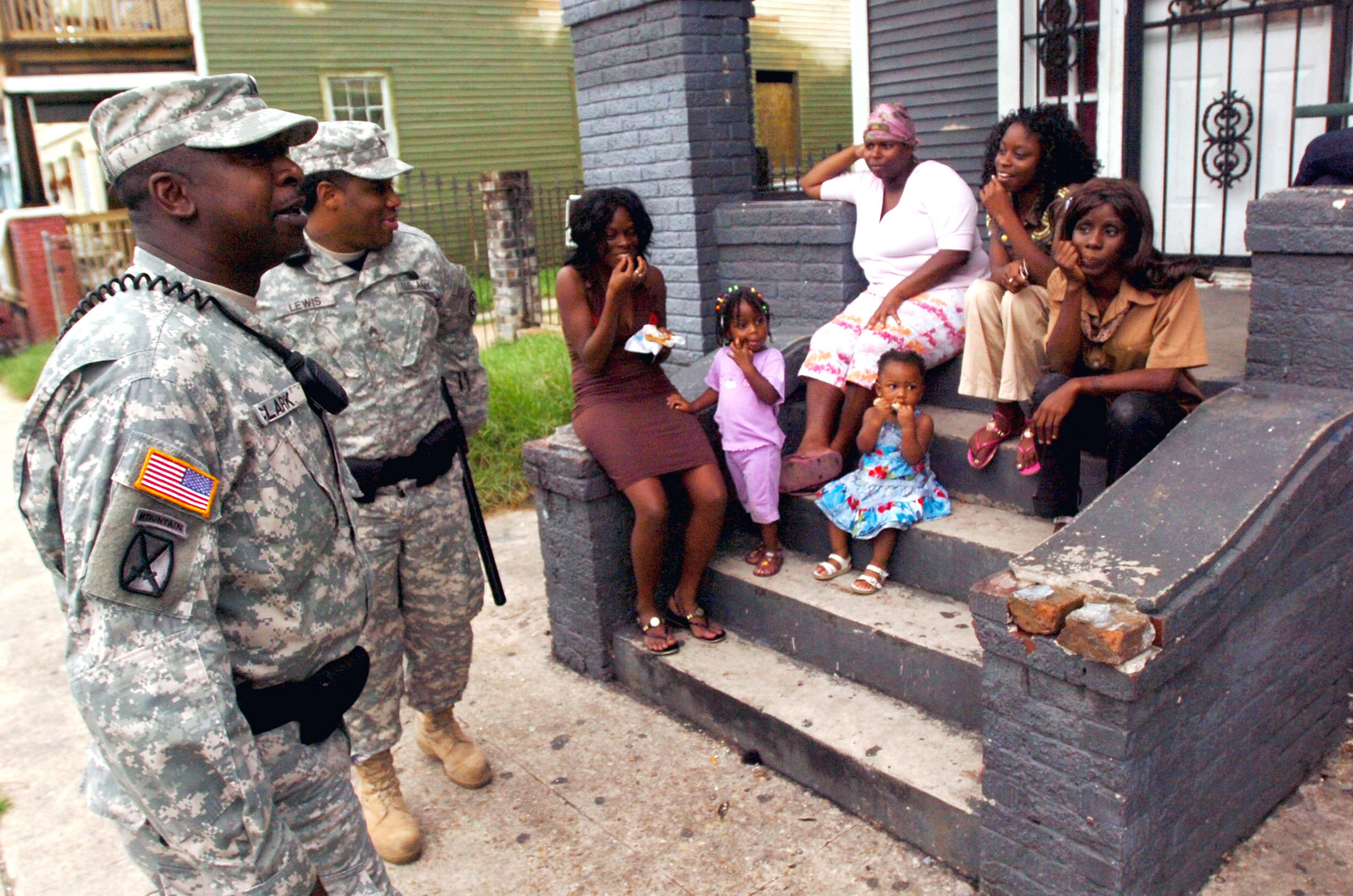
警察補助で市内パトロールを行うルイジアナ州兵
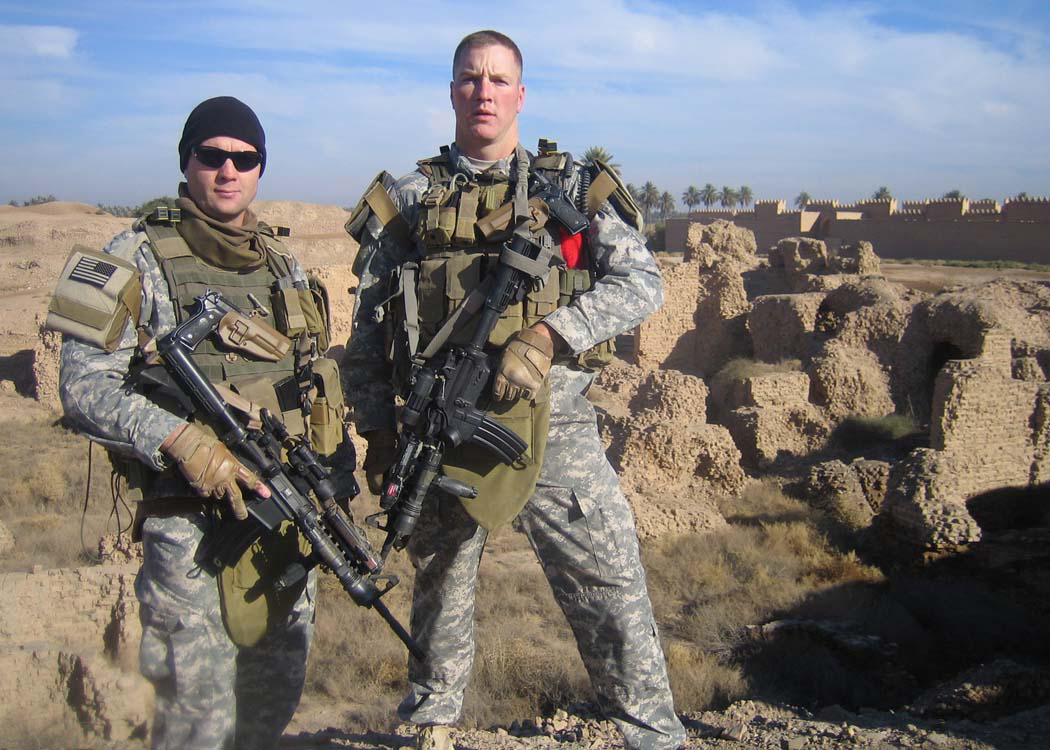
複数の州の州兵で構成される第19特殊部隊群の兵士。イラクにて。

## 州兵一覧
- アーカンソー州兵
- アイオワ州兵
- アイダホ州兵
- アラスカ州兵
- アラバマ州兵
- アリゾナ州兵
- イリノイ州兵
- インディアナ州兵
- ウィスコンシン州兵
- ウェストバージニア州兵
- オクラホマ州兵
- オハイオ州兵
- オレゴン州兵
- カリフォルニア州兵
- カンザス州兵
- ケンタッキー州兵
- コネチカット州兵
- コロラド州兵
- サウスカロライナ州兵
- サウスダコタ州兵
- ジョージア州兵
- テキサス州兵
- テネシー州兵
- デラウェア州兵
- ニュージャージー州兵
- ニューハンプシャー州兵
- ニューメキシコ州兵
- ニューヨーク州兵
- ネバダ州兵
- ネブラスカ州兵
- ノースカロライナ州兵
- ノースダコタ州兵
- バージニア州兵
- バーモント州兵
- ハワイ州兵
- フロリダ州兵
- ペンシルベニア州兵
- マサチューセッツ州兵
- ミシガン州兵
- ミシシッピ州兵
- ミネソタ州兵
- ミズーリ州兵
- メイン州兵
- メリーランド州兵
- モンタナ州兵
- ユタ州兵
- ルイジアナ州兵
- ロードアイランド州兵
- ワイオミング州兵
- ワシントン州兵
- プエルトリコ州兵
- ヴァージン諸島州兵
- コロンビア特別区陸軍州兵